# Søren Riis Paludan
Søren Riis Paludan (født 8. maj 1972 i Lemvig ) er en dansk professor i molekylær virologi og immunologi ved Institut for Biomedicin ved Aarhus Universitet. 
Han blev cand.scient i 1998, ph.d. i 2000 og dr. med. i 2003 – i alle tilfælde på Aarhus Universitet. Han har modtaget flere priser for sit arbejde. I 2002 modtog Dansk Virologisk Selskabs hæderspris. I 2010 EliteForsk-prisen fra Ministeriet for Forskning, Innovation og Videregående Uddannelser, i 2011 den norske Anders Jahre-pris for yngre medicinske forskere, som han delte med en finsk kollega, og i 2022 Rigmor og Carl Holst-Knudsens Videnskabspris.
Under COVID-19 pandemien havde Søren Riis Paludan mere end 4500 medie-optrædener i danske og udenlandske medier vedrørende emner relateret til virologi og immunologi. I 2021 blev han indstillet til Forskningskommunikationsprisen.
Han har modtaget en række præstigefyldte forskningsbevillinger, inklusiv ERC Advanced Grant (nl), Novo Nordisk Fonden Distinguished Investigator, og Lundbeckfonden Professorship . Fra 2023 er han leder af forskningscentret  Center for Immunology of Viral Infections  støttet af en bevilling fra Danmarks Grundforskningsfond.